# Nikolaj Misiuk
Nikolaj Misiuk (ur. 4 stycznia 1987 w Wilnie) – litewski piłkarz, grający na pozycji napastnika.
Grał na Litwie w klubach: Polonija Wilno, Žalgiris Wilno a także w greckim klubie GS Dóxa Drámas grającym w 2 lidze greckiej.